# Mahónia
A mahónia (Mahonia) a boglárkavirágúak (Ranunculales) rendjének borbolyafélék (Berberidaceae) családjába tartozó növénynemzetség. Mintegy 70 örökzöld cserje tartozik ide. A mahóniák Kelet-Ázsiában, a Himalájában, Észak- és Közép-Amerikában őshonosak. Igen közeli rokonságban vannak a borbolya (Berberis) nemzetséggel, egyes botanikusok nem is tekintik külön génusznak, hanem a Berberis-hez sorolják a mahóniákat. Ennek oka a nyilvánvaló megkülönböztető bélyegek hiánya mellett az, hogy a két nemzetségbe tartozó számos faj képes egymással hibrideket alkotni. A mahóniák levelei nagyok (10–50 cm), szárnyasak 5-15 levélkével, a virágok 5–20 cm-es fürtökben állnak.
A génusz nevét a philadelphiai kertészről, Bernard McMahonról kapta, aki a Lewis és Clark expedíciója által begyűjtött növényekből ismertette meg a nemzetséget.
Számos faja kedvelt kerti bokor, ezek mutatós örökzöld leveleik, ősszel, télen és kora tavasszal látható sárga virágaik és kék-fekete bogyóik miatt népszerűek.

## Fontosabb fajai
| Ázsia - Mahonia bealei - Mahonia bodinieri - Mahonia bracteolata - Mahonia breviracema - Mahonia conferta - Mahonia confusa - Mahonia decipiens - Mahonia duclouxiana - Mahonia eurybracteata - Mahonia fordii - Mahonia fortunei - Mahonia gracillipes - Mahonia hancockiana - Mahonia japonica - Mahonia leptodonta - Mahonia lomariifolia - Mahonia longibracteata - Mahonia mairei - Mahonia media - Mahonia monyulensis - Mahonia napaulensis - Mahonia nitens - Mahonia oiwakensis - Mahonia setosa - Mahonia sheniii - Mahonia sheridaniana - Mahonia siamensis - Mahonia taroneasis - Mahonia veitchiorum | Észak- és Közép-Amerika - Közönséges mahónia Mahonia aquifolium - Mahonia arguta - Mahonia dictyota - Mahonia eutriphylla - Mahonia fremontii - Mahonia gracilis - Mahonia haematocarpa - Mahonia nervosa - Mahonia nevinii - Mahonia pinnata - Mahonia pumila - Mahonia repens - Mahonia swaseyi - Mahonia toluacensis - Mahonia trifolia - Mahonia trifoliolata |

## Képek

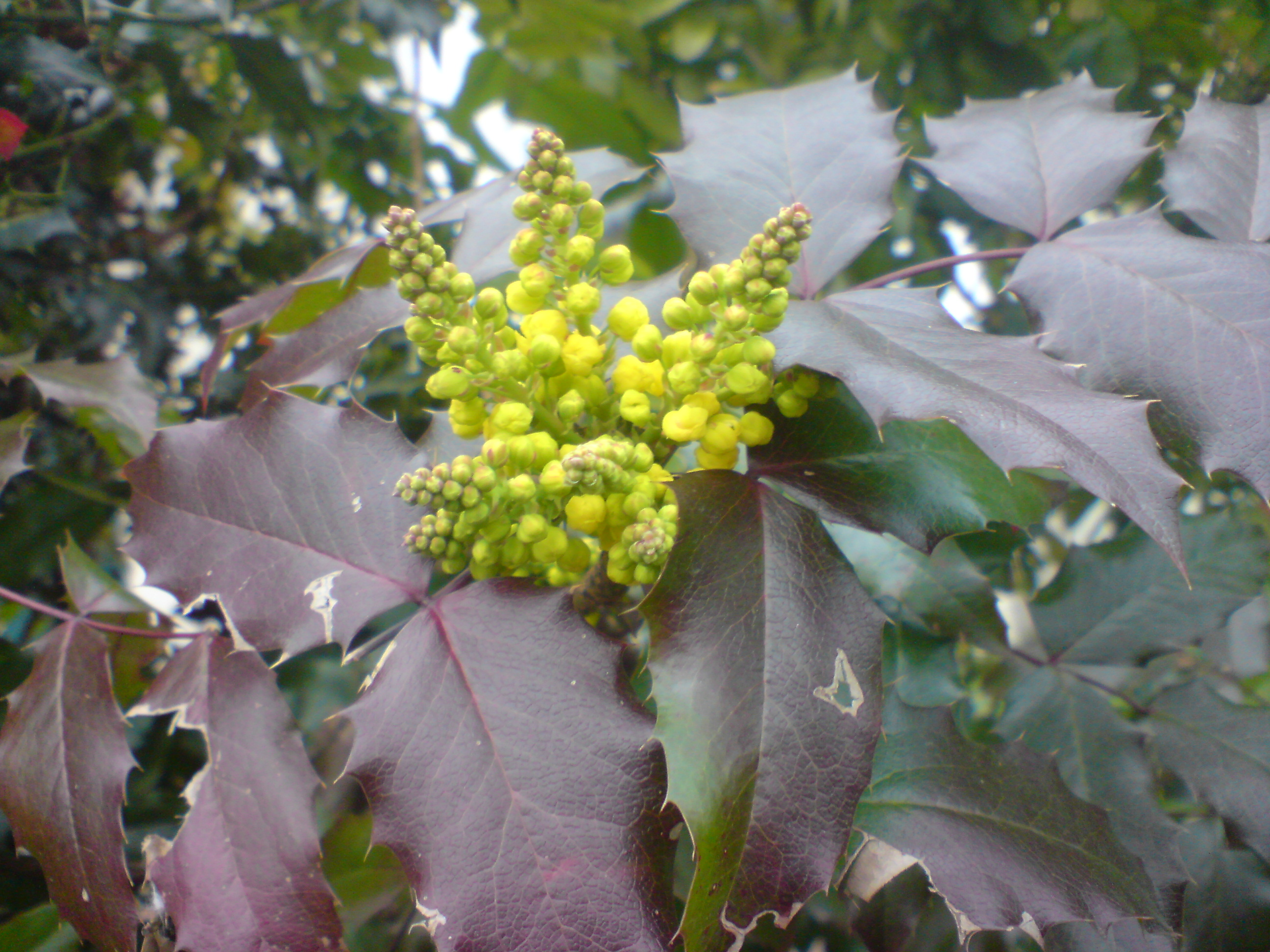
A közönséges mahónia virágai
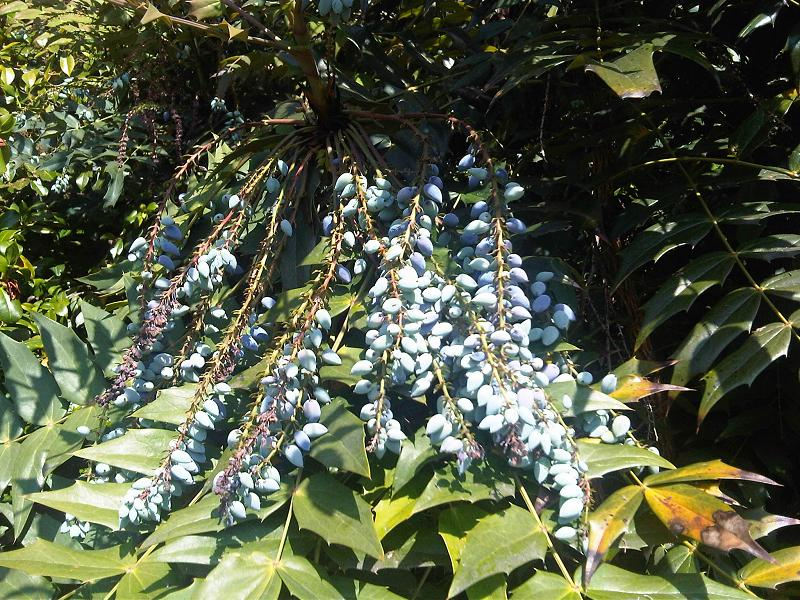
és bogyói

## Fordítás
- Ez a szócikk részben vagy egészben a Mahonia című angol Wikipédia-szócikk ezen változatának fordításán alapul.  Az eredeti cikk szerkesztőit annak laptörténete sorolja fel. Ez a jelzés csupán a megfogalmazás eredetét és a szerzői jogokat jelzi, nem szolgál a cikkben szereplő információk forrásmegjelöléseként.